# Henry Adams Thompson
Henry Adams Thompson (Stormstown, 23 marzo 1837 – Dayton, 8 luglio 1920) è stato un politico, proibizionista e docente statunitense candidato alla vicepresidenza per il Partito Proibizionista nel 1880.
Era originario della Pennsylvania, ma trascorse gran parte della sua vita in Ohio. Divenne membro della chiesa United Brethren e insegnò matematica in diversi college United Brethren nel Midwest degli Stati Uniti e fu presidente della Otterbein University dal 1872 al 1886. Gran parte del suo tempo come presidente del college fu dedicato al miglioramento della situazione finanziaria della scuola durante la depressione economica che seguì al panico del 1873.
Inizialmente repubblicano, divenne uno dei primi membri del Partito del proibizionismo. Il suo tentativo di elezione alla vicepresidenza nel 1880, in corsa con Neal Dow del Maine, non ebbe grandi risultati, poiché si piazzò al quarto posto rispetto ai vincitori, James A. Garfield e Chester Arthur. Corse per la carica sotto la bandiera del proibizionismo diverse altre volte, prima e dopo il 1880, sempre senza successo.

## Biografia
Era figlio di John Thompson e Lydia Blake Thompson. Suo padre era dirigente di un'acciaieria nella contea di Centre e in seguito titolare di un'attività mercantile a Stormstown. Lydia Blake era una quacchera di Kennett Square, Pennsylvania, che fu diseredata quando sposò Thompson, un presbiteriano. John Thompson era politicamente attivo e prestò servizio per due mandati come sceriffo della contea. Fu attivo in cause contro la schiavitù e la temperanza, in entrambe le quali lo seguì suo figlio Henry.

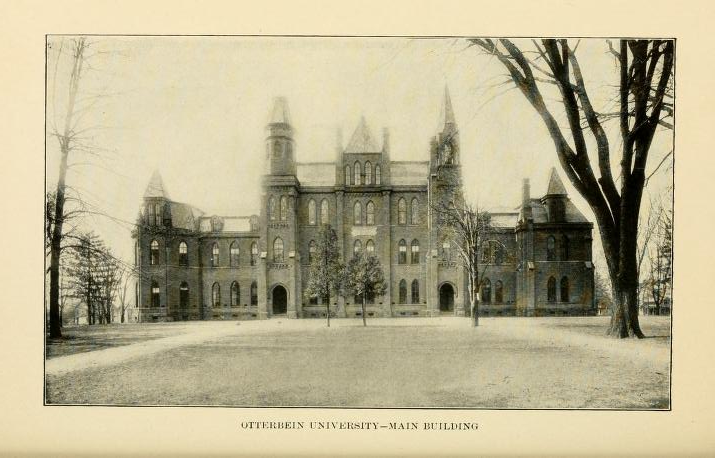
L'edificio della Otterbein University come appariva durante il mandato di Thompson

Thompson si laureò al Jefferson College (ora Washington & Jefferson College) nel 1858 e studiò per due anni al seminario teologico occidentale (ora Seminario teologico di Pittsburgh). Nel 1861 fu nominato professore di matematica al Western College (ora Leander Clark College), un college affiliato alla United Brethren a Shueyville (Iowa), e vi insegnò per un anno. La United Brethren, una chiesa pietista che sorse per la prima volta tra i tedeschi della Pennsylvania durante il risveglio evangelico, fu una delle prime chiese negli Stati Uniti ad abbracciare l'abolizionismo. Al tempo di Thompson si erano anche uniti alla lotta per la proibizione dell'alcol, sebbene la maggior parte lo facesse all'interno del Partito Repubblicano e non si unì al piccolo Partito del proibizionismo.
L'anno successivo, nel 1862, iniziò a insegnare matematica e scienze naturali in un'altra scuola della United Brethren, la Otterbein University di Westerville. Nello stesso anno sposò Harriet Copeland, un'artista che insegnò anche a Otterbein. Ebbero tre figli, Jessie, Clara e Louis, due dei quali divennero medici. Nel 1867 Thompson lasciò Otterbein per diventare sovrintendente delle scuole a Troy, Ohio. Dopo quattro anni tornò a insegnare come professore di matematica al Westfield College, una scuola United Brethren a Westfield, Illinois.
Nel 1872 fu eletto presidente dell'Università di Otterbein e rimase in quella posizione fino al 1886. Ricevette un dottorato in divinità ad Otterbein l'anno successivo. In qualità di presidente, Thompson continuò a insegnare e tenne discorsi in tutto il paese su affari scolastici o ecclesiastici. Entrò in carica poco prima del panico finanziario del 1873, con il risultato che la sua preoccupazione principale come presidente fu mantenere in attività il college. In questo ebbe successo, anche se il college dovette prendere in prestito denaro per rimanere a galla fino alla ripresa dell'economia. Dopo aver contratto il debito, iniziò a raccogliere donazioni per ripagarlo più rapidamente. Lavorò anche per attirare nuovi professori ad insegnare a Otterbein, migliorando sia la qualità dell'istruzione che la reputazione della scuola. Fu coinvolto nell'organizzazione del General Board of Education della United Brethren Church, che fungeva da organismo di coordinamento per le scuole affiliate alla chiesa.

### Carriera politica

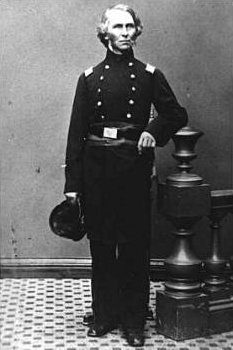
Neal Dow, compagno di corsa di Thompson nel 1880

Thompson si era identificato con il Partito Repubblicano sin dalla sua fondazione negli anni '50 dell'Ottocento, ma nel 1874 lo lasciò per unirsi al nuovo Partito del proibizionismo. I proibizionisti, più un movimento che un partito, concentravano i loro sforzi sulla messa al bando dell'alcol. Come Thompson, la maggior parte dei membri del partito proveniva da chiese pietiste e la maggior parte erano ex repubblicani. Fu candidato dal partito per la Camera dei rappresentanti federale del 12º distretto dell'Ohio in un'elezione speciale tenuta quell'anno a causa delle dimissioni del democratico Hugh J. Jewett, nonché per il successivo mandato. Thompson perse entrambe le elezioni, ricevendo solo poche centinaia di voti e perdendo contro il candidato democratico William E. Finck. Prestò servizio come presidente della Convenzione nazionale di proibizione nel 1876 a Cleveland, ma i candidati del giovane partito se la cavarono male, ottenendo meno di 7000 voti a livello nazionale.
Nel 1880 il partito candidò Thompson come vicepresidente, unendosi a una corrente guidata da Neal Dow di Portland, nel Maine, autore di una delle prime leggi municipali proibizioniste della nazione. Solo dodici stati inviarono delegati alla convenzione; la piattaforma concordata taceva sulla maggior parte delle questioni del giorno, concentrandosi invece sui mali dell'alcol. I proibizionisti aumentarono il loro totale di voti alle elezioni di quell'anno, ma ricevettero comunque poco più di 10.000 voti sugli oltre nove milioni espressi. Thompson si candidò a una carica elettiva nel 1887, quando il Partito del proibizionismo lo propose come governatore dell'Ohio. Ancora una volta non ebbe successo, ottenendo meno dell'1% dei voti e finendo al quinto posto dietro al vincitore, il democratico Richard M. Bishop. Il numero dei voti ottenuti da Thompson venne superato anche dal candidato repubblicano, William H. West, e dai candidati di altri due partiti minori, il Workingman Party e il Greenback Party.
Thompson si candidò al Congresso molte altre volte. Nel 1900 corse nel 3º distretto congressuale dell'Ohio come candidato dell'Union Reform Party, composto da membri del Prohibition Party che si erano separati dal partito principale. Ricevette solo lo 0,32% dei voti e il repubblicano Robert M. Nevin vinse le elezioni. Nel 1908 corse per lo stesso seggio per il Partito del proibizionismo riunito, ma ottenne solo lo 0,4% dei voti, perdendo le elezioni contro il democratico James M. Cox. Nel 1910 si candidò a governatore dell'Ohio. Nonostante la crescente popolarità dell'idea del proibizionismo, il candidato del Partito del proibizionismo ottenne solo lo 0,77% dei voti, mentre il democratico Judson Harmon vinse le elezioni. Il suo ultimo tentativo di elezione avvenne nel 4º distretto congressuale dell'Indiana, appena oltre il confine con l'Ohio. Il 2,24% dei voti fu il migliore risultato di Thompson, ma non riuscì comunque a vincere.

### Ultimi anni
Dopo essersi ritirato da presidente del college, nel 1886, rimase attivo negli affari della scuola, dei partiti e della chiesa. Divenne direttore della Ohio State Archaeological and Historical Society nel 1885 e preparò la mostra alla World's Columbian Exposition a Chicago nel 1893. Scrisse diversi libri su argomenti ecclesiastici, tra cui Our Bishops: A Sketch of the Origin and Growth of the Church of the United Brethren in Christ, pubblicato nel 1889. Nel 1901 fu eletto redattore della United Brethren Review. Morì a Dayton, Ohio, l'8 luglio 1920 e fu sepolto a Westerville, Ohio, nel cimitero di Otterbein.